# Afropectinariella
Afropectinariella – rodzaj roślin z rodziny storczykowatych (Orchidaceae). Obejmuje 5 gatunków występujących w Afryce w takich krajach jak: Demokratyczna Republika Konga, Kamerun, Kongo, Gwinea Równikowa, Gabon, Ghana, Gwinea, Wybrzeże Kości Słoniowej, Liberia, Nigeria, Sierra Leone.

## Systematyka
Rodzaj sklasyfikowany do podplemienia Angraecinae w plemieniu Vandeae, podrodzina epidendronowe (Epidendroideae), rodzina storczykowate (Orchidaceae), rząd szparagowce (Asparagales) w obrębie roślin jednoliściennych.
Wykaz gatunków
- Afropectinariella atlantica (Droissart & Stévart) M.Simo & Stévart
- Afropectinariella doratophylla (Summerh.) M.Simo & Stévart
- Afropectinariella gabonensis (Summerh.) M.Simo & Stévart
- Afropectinariella pungens (Schltr.) M.Simo & Stévart
- Afropectinariella subulata (Lindl.) M.Simo & Stévart